# Aris Kool
Aris Kool (Hem, 5 maart 1837 – Hoorn, 7 maart 1914) was een Nederlands politicus namens de Liberale Unie.
Kool werd geboren in de gemeente Venhuizen als zoon van Klaas Kool (1808-1869; landbouwer) en Dirkje Pater (ca. 1807-1884). Aan het begin van zijn loopbaan was hij actief in het onderwijs in Venhuizen, Schellinkhout, Enkhuizen en Klaaswaal. Kool werd in 1864 hoofd van de openbare lagere school in Petten en was daarna vanaf 1865 tien jaar het schoolhoofd van de openbare lagere school in Andijk. Kool werd vervolgens veehouder en kaasmaker in Schellinkhout.
In 1884 volgde Kool zijn schoonvader op als burgemeester en gemeentesecretaris van Schellinkhout. Hij was daarnaast vanaf 1893 bijna zeventien jaar lid van de Provinciale Staten van Noord-Holland. Kool was bovendien van 1897 tot 1901 voor het kiesdistrict Enkhuizen Tweede Kamerlid. In 1908 eindigde zijn burgemeesterschap en in 1914 overleed hij op 77-jarige leeftijd.
Zijn zwager Teunis Slagter was burgemeester van Berkhout.